# 今宿 (福岡市)
今宿（いまじゅく）は、福岡市西区の地名。旧筑前国志摩郡、福岡県糸島郡。

## 概要

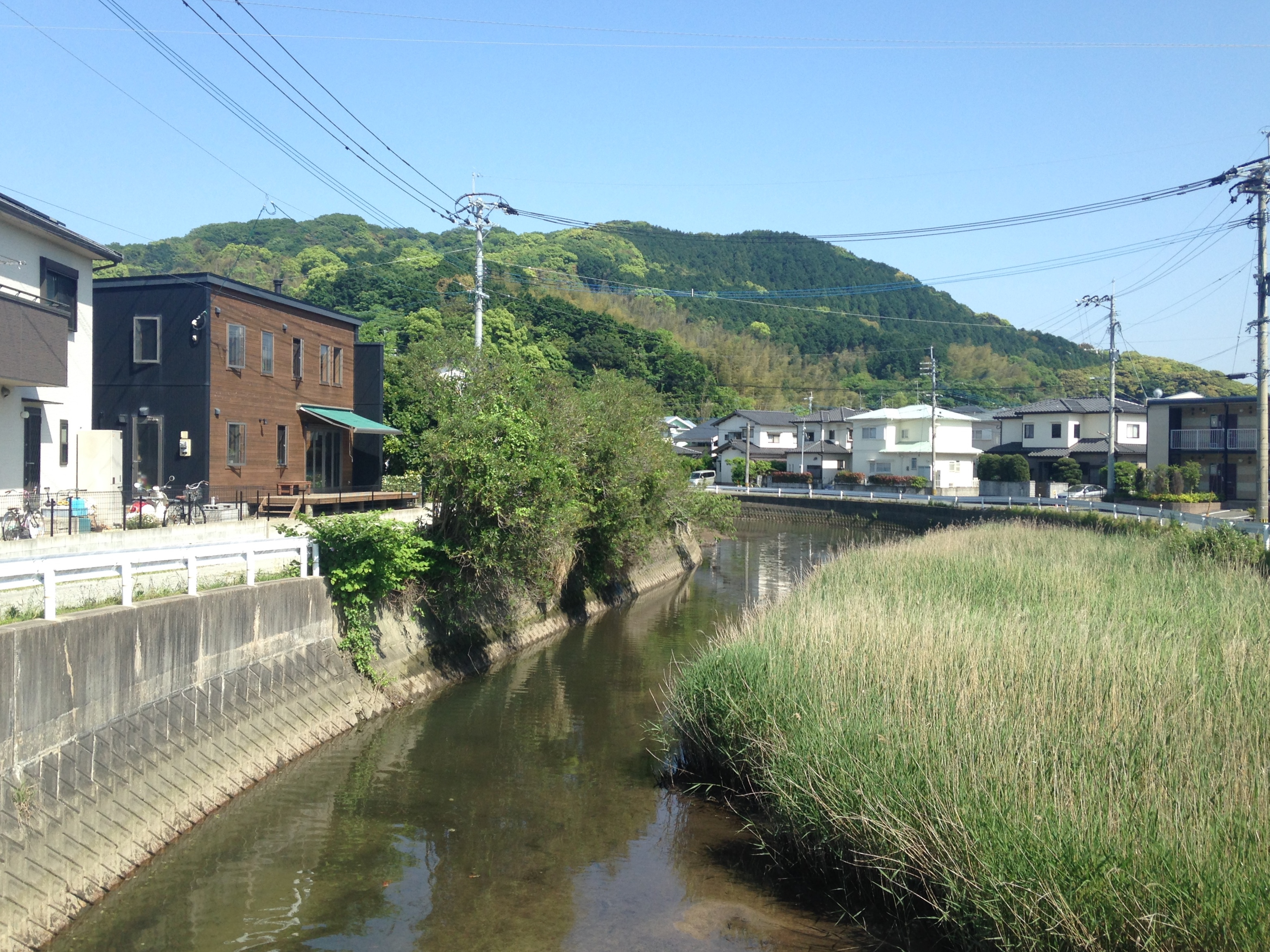
地域東側を流れる七寺川。奥に聳えるのは長垂山

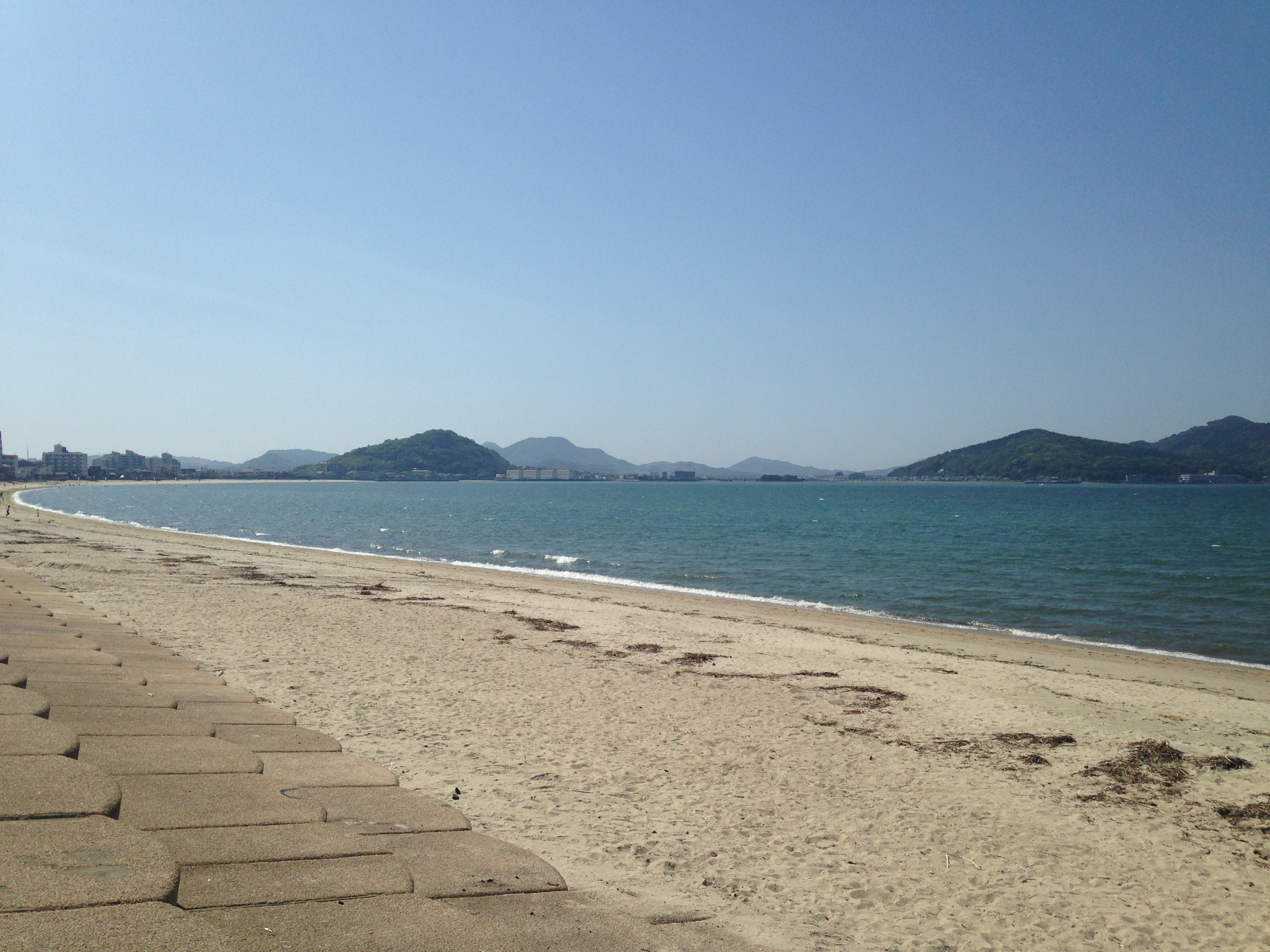
長垂海岸。横浜・瑞梅寺川河口方面を望む

博多湾の内湾である今津湾の奥部に面し北に向かって開けた平地部にあり、西区内では西部の副次的中核地域になっている。
東に接する西区全体の行政及び交通上の中心地域である姪浜とは長垂山で隔てられ、西側は旧糸島郡域の周船寺、糸島市前原地区に続く平地が広がる。
正式の町名としては今宿（1 - 3丁目）、今宿駅前（1丁目）、今宿町、今宿西（1丁目）、今宿東（1 - 3丁目）、今宿青木、今宿上ノ原、西都（1 - 2丁目）がある。
このほか、旧今宿村域に属する横浜（1 - 2丁目）と、旧周船寺村域であるが今宿方面から連続した市街地が連なる徳永・女原・北原（九大学研都市駅周辺地域）なども「今宿」地域に含まれる例がある。

## 歴史
1889年（明治22年）、町村制施行時に今宿村が置かれた。福岡市への編入合併後、旧今宿村の大字はそれぞれ今宿町（改称前は今宿谷）・今宿青木・今宿上ノ原・横浜に改められた。
戦後、一部地域でを住居表示を施行。1973年（昭和48年）に今宿町と横浜の一部から横浜1・2丁目が成立し、1987年（昭和62年）には今宿町と今宿青木の一部から今宿東1 - 3丁目、今宿青木の一部から今宿駅前1丁目がそれぞれ成立した。2013年（平成25年）には、今宿町の一部を分割し、今宿西1丁目と西都1 - 3丁目を新設し、今宿東1丁目に一部を編入した。

## 交通
鉄道

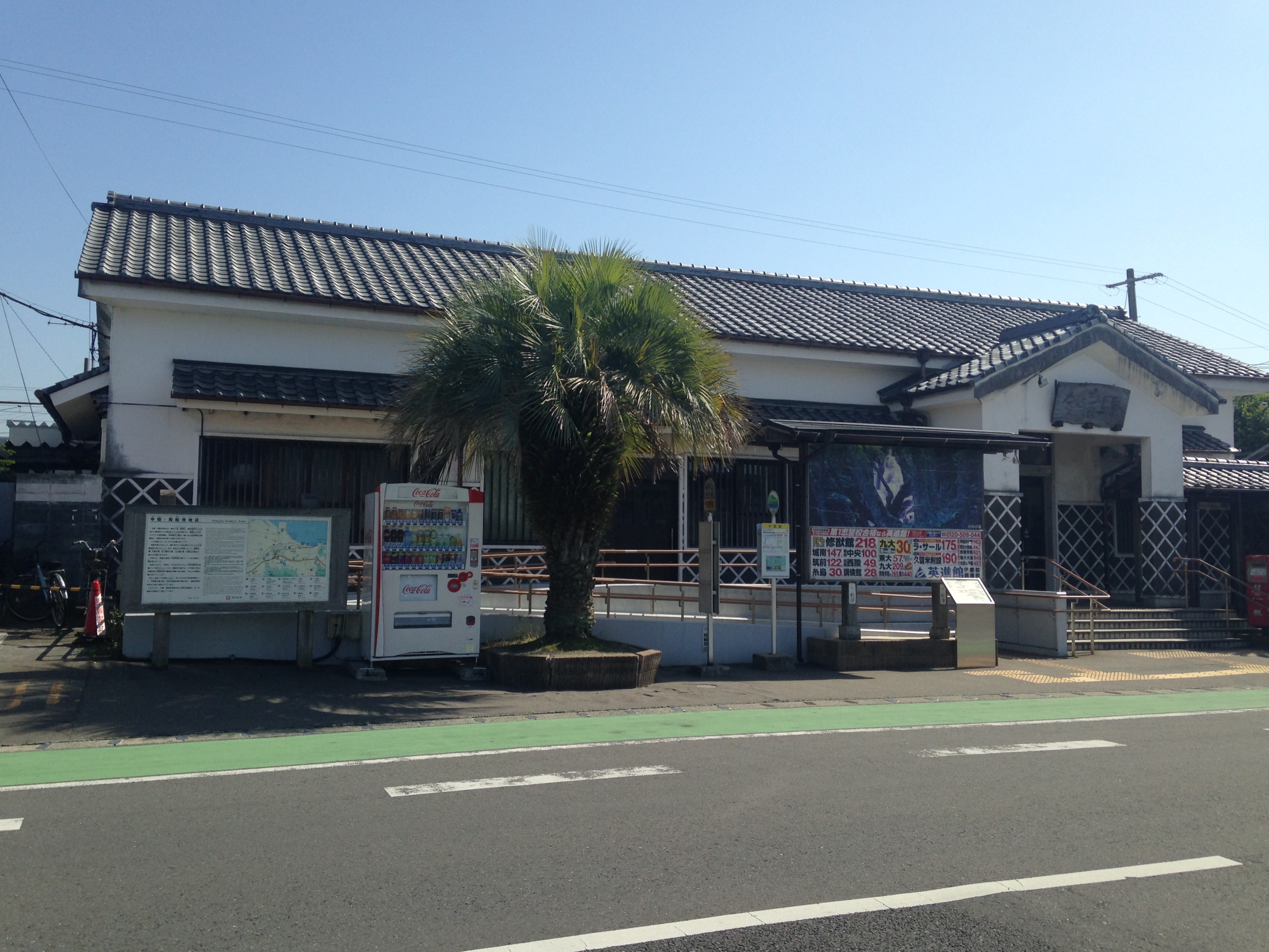
今宿駅（2015年5月5日撮影）

- 九州旅客鉄道（JR九州）筑肥線：今宿駅 - 九大学研都市駅

路線バス
- 昭和バス
- 西鉄バス
- 姪浜タクシー今宿姪浜線
- 糸島市コミュニティバス「はまぼう号」

道路
- 西九州自動車道福岡前原有料道路：今宿インターチェンジ
- 国道202号

## 施設等

### 行政・公共
- 福岡市西区役所西部出張所（西都二丁目） - 2010年7月20日に九大学研都市駅前に新設される福岡市西部地域交流センターに移転した。 (PDF) 
  - かつては横浜1丁目に所在し「福岡市西区役所今宿出張所」という名称であった。
- 福岡県警察西警察署（今宿西一丁目）
- 福岡県警察射撃場（今宿上ノ原）
- 今宿森林公園
  - 今宿森林公園は福岡市市民局が管理している（住宅都市局以外が管理する他局管理公園である）[1]。
- 福岡市立今宿野外活動センター（今宿上ノ原）
- 長垂海浜公園（今宿駅前一丁目）
- 福岡県西消防署(今宿東一丁目)
- 福岡市西部3Rステーション（今宿青木）
- 福岡市第3給食センター（今宿青木）

### 教育
中学校・高等学校併設校
- 中村学園三陽中学校・高等学校（今宿青木）
- 福岡舞鶴誠和中学校・福岡舞鶴高等学校（大字徳永）

中学校
- 福岡市立玄洋中学校（横浜一丁目）

小学校
- 福岡市立今宿小学校（今宿東一丁目）
- 福岡市立玄洋小学校（今宿町）
- 福岡市立西都小学校（女原北）

### 商業
- AOKI福岡伊都店
- イオンモール福岡伊都（北原一丁目）
- ダイレックス伊都店
- はるやま福岡伊都店
- ディスカウントドラッグコスモス伊都店
- P-ZONE伊都店
- ベスト電器B・B New伊都店（北原一丁目）
- メガフェイス1030伊都店
- ドラッグイレブン伊都店
- ドン・キホーテ今宿店
- トライアル スマート 今宿店
- マルキョウ今宿店（今宿東二丁目）
- マルショク今宿（今宿町）
- ドラッグストアモリ今宿店
- バースデイ今宿店
- ルミエール今宿店(今宿東)
- ホームプラザナフコ今宿店（今宿東二丁目）
- スポルト福岡
- マツモトキヨシ今宿店
- ツルハドラッグ今宿店
- 古着屋西海岸今宿店
- やまや今宿店
- ビッグモーター西福岡店

### 飲食店
- 中華料理八仙閣今宿店
- 焼肉きんぐ福岡伊都店
- ワンカルビ九大学研都市駅前店
- スシロー福岡伊都店
- ウエスト今宿店
- コメダ珈琲九大学研都市店
- 牧のうどん今宿店
- こまどりうどん今宿店
- ケンタッキー・フライドチキン福岡今宿店
- アバシ学研都市店
- ビッグボーイ福岡徳永店

### 郵便局
- 今宿郵便局（今宿駅前一丁目）
- 九大学研都市駅前郵便局（西都一丁目）

### 工場
- マルタイ本社・福岡工場（今宿青木）
- 西部ガス総合研究所（今宿青木）
- 三菱電機パワーデバイス製作所（今宿東一丁目）
- コカ・コーラボトラーズジャパン西福岡RS（今宿青木）

## 名所・観光スポット
- 福岡歴史の町骨董村（大字女原）

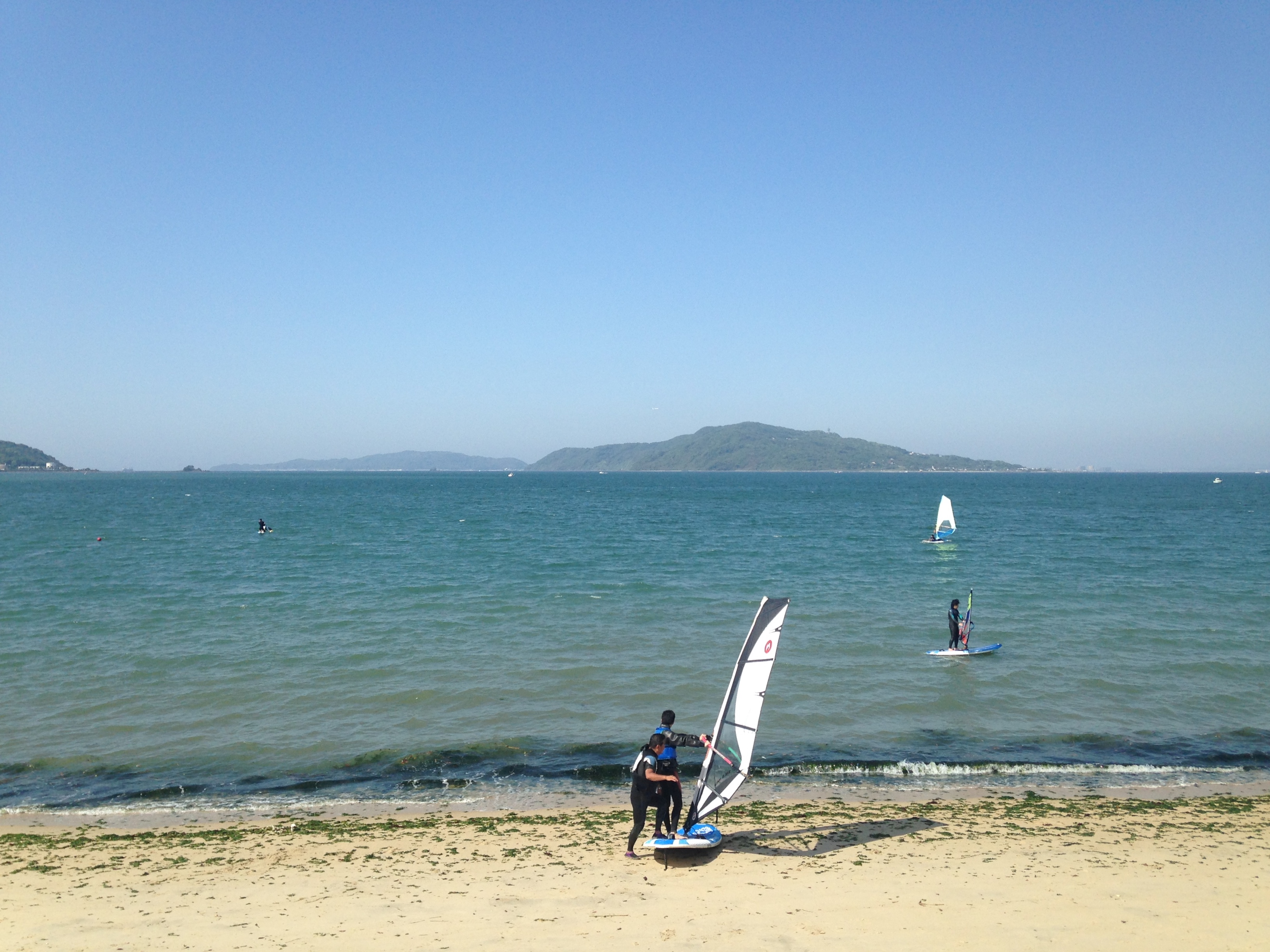
長垂海浜公園から望む博多湾。向こう側に見えるのは能古島（右手前）と志賀島（左奥）

- 長垂海浜公園・長垂海水浴場（今宿駅前1丁目）
- 長垂の含紅雲母ペグマタイト岩脈（長垂） - 国の天然記念物
- 今宿大塚古墳（今宿町）
- 今山遺跡（横浜2丁目）
  - 今山遺跡資料館（横浜1丁目）
- 高祖稲荷神社（大字女原）
- カリフォルニア バーベキュー（今宿青木）